# Saison 2025 de l'équipe cycliste Intermarché-Wanty
La saison 2025 de l'équipe cycliste Intermarché-Wanty est la dix-huitième de cette équipe.

## Coureurs et encadrement technique

### Effectif
| Coureur                   | Date de Nais.     | Nationalité      | Équipe en 2024         | Vict. | Cont.             | Maillot dist. |
| ------------------------- | ----------------- | ---------------- | ---------------------- | ----- | ----------------- | ------------- |
| Huub Artz                 | 14 mai 2002       | Pays-Bas         | Wanty-Re Uz-Technord   | 0     | 01/2025 - 12/2026 |               |
| Louis Barré               | 6 avril 2000      | France           | Arkéa-B&B Hotels       | 0     | 01/2025 - 12/2026 |               |
| Kamiel Bonneu             | 1er août 1999     | Belgique         | Team Flanders-Baloise  | 0     | 01/2025 - 12/2026 |               |
| Vito Braet                | 2 novembre 2000   | Belgique         | Intermarché-Wanty      | 0     | 01/2024 - 12/2027 |               |
| Francesco Busatto         | 1er novembre 2002 | Italie           | Intermarché-Wanty      | 0     | 01/2024 - 12/2025 |               |
| Kevin Colleoni            | 11 novembre 1999  | Italie           | Intermarché-Wanty      | 0     | 01/2024 - 12/2025 |               |
| Dries De Pooter           | 8 novembre 2002   | Belgique         | Intermarché-Wanty      | 0     | 01/2023 - 12/2026 |               |
| Alexy Faure Prost         | 22 avril 2004     | France           | Intermarché-Wanty      | 0     | 01/2024 - 12/2026 |               |
| Biniam Girmay             | 2 avril 2000      | Érythrée         | Intermarché-Wanty      | 0     | 08/2021 - 12/2028 |               |
| Kobe Goossens             | 29 avril 1996     | Belgique         | Intermarché-Wanty      | 0     | 01/2022 - 12/2025 |               |
| Alexander Kamp            | 13 décembre 1993  | Danemark         | Tudor Pro Cycling Team | 0     | 01/2025 - 12/2026 |               |
| Gerben Kuypers            | 1er février 2000  | Belgique         | Intermarché-Wanty      | 0     | 04/2024 - 12/2025 |               |
| Arne Marit                | 21 janvier 1999   | Belgique         | Intermarché-Wanty      | 0     | 01/2023 - 12/2026 |               |
| Louis Meintjes            | 21 février 1992   | Afrique du Sud   | Intermarché-Wanty      | 0     | 01/2021 - 12/2025 |               |
| Hugo Page                 | 24 juillet 2001   | France           | Intermarché-Wanty      | 0     | 01/2022 - 12/2026 |               |
| Tom Paquot                | 22 septembre 1999 | Belgique         | Intermarché-Wanty      | 0     | 01/2023 - 12/2026 |               |
| Simone Petilli            | 4 mai 1993        | Italie           | Intermarché-Wanty      | 0     | 01/2020 - 12/2025 |               |
| Adrien Petit              | 26 septembre 1990 | France           | Intermarché-Wanty      | 0     | 01/2022 - 12/2025 |               |
| Laurenz Rex               | 15 décembre 1999  | Belgique         | Intermarché-Wanty      | 0     | 01/2023 - 12/2026 |               |
| Lorenzo Rota              | 23 mai 1995       | Italie           | Intermarché-Wanty      | 0     | 01/2021 - 12/2026 |               |
| Jonas Rutsch              | 24 janvier 1998   | Allemagne        | EF Education-EasyPost  | 0     | 01/2025 - 12/2026 |               |
| Dion Smith                | 3 mars 1993       | Nouvelle-Zélande | Intermarché-Wanty      | 1     | 01/2023 - 12/2026 |               |
| Gerben Thijssen           | 21 juin 1998      | Belgique         | Intermarché-Wanty      | 0     | 01/2022 - 12/2027 |               |
| Luca Van Boven            | 6 janvier 2000    | Belgique         | Bingoal WB             | 0     | 01/2025 - 12/2026 |               |
| Taco van der Hoorn        | 4 décembre 1993   | Pays-Bas         | Intermarché-Wanty      | 1     | 01/2021 - 12/2026 |               |
| Gijs Van Hoecke           | 12 novembre 1991  | Belgique         | Intermarché-Wanty      | 0     | 01/2024 - 12/2025 |               |
| Roel van Sintmaartensdijk | 8 mai 2001        | Pays-Bas         | Intermarché-Wanty      | 0     | 01/2024 - 12/2025 |               |
| Georg Zimmermann          | 11 octobre 1997   | Allemagne        | Intermarché-Wanty      | 2     | 01/2021 - 12/2026 | - Route       |

## Champions nationaux, continentaux et mondiaux
| Date         | Course                                        | Maillot | Coureurs         | Pays      | Lieu   |
| ------------ | --------------------------------------------- | ------- | ---------------- | --------- | ------ |
| 29 juin 2025 | Championnat d'Allemagne de cyclisme sur route |         | Georg Zimmermann | Allemagne | Linden |